# Breaking nos Jogos Pan-Americanos de 2023 - B-Girls
O evento para b-girls do breaking nos Jogos Pan-Americanos de 2023 foi disputado em 3 e 4 de novembro de 2023 no Ginásio Chimkowe, em Peñalolén. Um total de 16 competidoras de nove Comitês Olímpicos Nacionais (CON) participaram do evento.

## Calendário
Horário local (UTC−3).
| Data          | Hora  | Fase                |
| ------------- | ----- | ------------------- |
| 3 de novembro | 17:20 | Fase de grupos      |
| 4 de novembro | 17:00 | Quartas de final    |
| 4 de novembro | 18:00 | Semifinais          |
| 4 de novembro | 18:50 | Disputa pelo bronze |
| 4 de novembro | 19:10 | Final               |

## Medalhistas
| Ouro   | USA Sunny Choi ("Sunny")   |
| Prata  | COL Luisa Tejada ("Luma")  |
| Bronze | USA Vicky Chang ("La Vix") |

## Resultados

### Fase de grupos
As competidoras foram divididos em quatro grupos de quatro, onde enfrentam as demais competidoras dentro do grupo. As duas melhores de cada com mais votos avançam as quartas de final.

#### Grupo A
| Pos. | Nome                 | Apelido     | R | V  |
| ---- | -------------------- | ----------- | - | -- |
| 1    | USA Sunny Choi       | "Sunny"     | 6 | 51 |
| 2    | BRA Mayara Collins   | "Mini Japa" | 4 | 38 |
| 3    | CHI Bárbara Carmona  | "Menta"     | 2 | 12 |
| 4    | BRA Nathana Venâncio | "Nathana"   | 0 | 7  |

|               | Rounds |               |
| ------------- | ------ | ------------- |
| USA Sunny     | 2–0    | BRA Mini Japa |
| BRA Nathana   | 0–2    | CHI Menta     |
| USA Sunny     | 2–0    | BRA Nathana   |
| BRA Mini Japa | 2–0    | CHI Menta     |
| USA Sunny     | 2–0    | CHI Menta     |
| BRA Mini Japa | 2–0    | BRA Nathana   |

#### Grupo B
| Pos. | Nome                | Apelido      | R | V  |
| ---- | ------------------- | ------------ | - | -- |
| 1    | COL Luisa Tejada    | "Luma"       | 6 | 51 |
| 2    | ECU Isis Granda     | "Isis"       | 4 | 37 |
| 3    | CHI Valentina Núñez | "Vale Chica" | 2 | 20 |
| 4    | MEX Gloria Reyes    | "Xunli"      | 0 | 0  |

|           | Rounds |                |
| --------- | ------ | -------------- |
| COL Luma  | 2–0    | ECU Isis       |
| MEX Xunli | 0–2    | CHI Vale Chica |
| COL Luma  | 2–0    | MEX Xunli      |
| ECU Isis  | 2–0    | CHI Vale Chica |
| COL Luma  | 2–0    | CHI Vale Chica |
| ECU Isis  | 2–0    | MEX Xunli      |

#### Grupo C
| Pos. | Nome              | Apelido       | R | V  |
| ---- | ----------------- | ------------- | - | -- |
| 1    | CAN Tiffany Leung | "Tiff"        | 6 | 49 |
| 2    | CAN Emma Misak    | "Emma"        | 4 | 40 |
| 3    | ECU Karla Muñoz   | "Lakshmi Hop" | 2 | 17 |
| 4    | PER Tiara Tagle   | "Tiara"       | 0 | 2  |

|           | Rounds |                 |
| --------- | ------ | --------------- |
| CAN Tiff  | 2–0    | CAN Emma        |
| PER Tiara | 0–2    | ECU Lakshmi Hop |
| CAN Tiff  | 2–0    | PER Tiara       |
| CAN Emma  | 2–0    | ECU Lakshmi Hop |
| CAN Tiff  | 2–0    | ECU Lakshmi Hop |
| CAN Emma  | 2–0    | PER Tiara       |

#### Grupo D
| Pos. | Nome                     | Apelido  | R | V  |
| ---- | ------------------------ | -------- | - | -- |
| 1    | USA Vicky Chang          | "La Vix" | 6 | 50 |
| 2    | MEX Swami Mostalac       | "Swami"  | 4 | 37 |
| 3    | ARG Abril Molina         | "Abril"  | 2 | 18 |
| 4    | PER Lourdes Huachuhuilca | "Monchi" | 0 | 3  |

|            | Rounds |            |
| ---------- | ------ | ---------- |
| MEX Swami  | 0–2    | USA La Vix |
| ARG Abril  | 2–0    | PER Monchi |
| MEX Swami  | 2–0    | ARG Abril  |
| USA La Vix | 2–0    | PER Monchi |
| MEX Swami  | 2–0    | PER Monchi |
| USA La Vix | 2–0    | ARG Abril  |

### Fase final
As competidoras se enfrentam em batalhas eliminatórias até a definição das medalhistas.
|  | Quartas de final | Quartas de final |               |          | Semifinal           | Semifinal           |  |  | Final         | Final |
|  |                  |                  |               |          |                     |                     |  |  |               |       |
|  | 4 de novembro    |                  |               |          |                     |                     |  |  |               |       |
|  |                  |                  |               |          |                     |                     |  |  |               |       |
|  | ECU Isis         | 1                |               |          |                     |                     |  |  |               |       |
|  | ECU Isis         | 1                | 4 de novembro |          |                     |                     |  |  |               |       |
|  | CAN Tiff         | 2                |               |          |                     |                     |  |  |               |       |
|  | CAN Tiff         | 2                | USA Sunny     | 3        |                     |                     |  |  |               |       |
|  | 4 de novembro    |                  | USA Sunny     | 3        |                     |                     |  |  |               |       |
|  |                  | CAN Tiff         | 0             |          |                     |                     |  |  |               |       |
|  | USA Sunny        | CAN Tiff         | 0             | 2        |                     |                     |  |  |               |       |
|  | USA Sunny        |                  | 4 de novembro | 2        |                     |                     |  |  |               |       |
|  | MEX Swami        | 0                |               |          |                     |                     |  |  |               |       |
|  | MEX Swami        | 0                | COL Luma      | 0        |                     |                     |  |  |               |       |
|  | 4 de novembro    |                  | COL Luma      | 0        |                     |                     |  |  |               |       |
|  |                  | USA Sunny        | 3             |          |                     |                     |  |  |               |       |
|  | USA La Vix       | USA Sunny        | 3             | 2        |                     |                     |  |  |               |       |
|  | USA La Vix       | 4 de novembro    |               | 2        |                     |                     |  |  |               |       |
|  | BRA Mini Japa    | 0                |               |          |                     |                     |  |  |               |       |
|  | BRA Mini Japa    | 0                | USA La Vix    | 1        | Disputa pelo bronze | Disputa pelo bronze |  |  |               |       |
|  | 4 de novembro    |                  | USA La Vix    | 1        | Disputa pelo bronze | Disputa pelo bronze |  |  |               |       |
|  |                  | COL Luma         | 2             |          |                     |                     |  |  |               |       |
|  | COL Luma         | COL Luma         | 2             | 2        | USA La Vix          | 3                   |  |  |               |       |
|  | COL Luma         |                  |               | 2        | USA La Vix          | 3                   |  |  |               |       |
|  | CAN Emma         | 0                |               | CAN Tiff | 0                   |                     |  |  |               |       |
|  | CAN Emma         | 0                |               |          | 0                   |                     |  |  |               |       |
|  |                  |                  |               |          |                     |                     |  |  | 4 de novembro |       |
|  |                  |                  |               |          |                     |                     |  |  |               |       |